# 违法和不良信息举报中心
违法和不良信息举报中心是由中国互联网协会互联网新闻信息服务工作委员会于2004年6月10日主办并建立的举报网站。 该网承担了中国互联网新闻信息服务工作委员会秘书处职能，同时得到国务院新闻办公室支持。 其宗旨是“举报违法信息，维护公共利益”。2014年5月转由中央网络安全和信息化委员会办公室（国家互联网信息办公室）管理，成为其直属事业单位。

## 网站历史
2004年3月被公布后，建立举报网站被列入中央文明委2004年4号文件，故互联网新闻信息服务工作委员会，在国务院新闻办公室支持下开始筹备建立举报网站。2004年6月10日互联网“违法和不良信息举报中心”正式成立，其网站使用的域名是国务院新闻办领导的“中国网”china.com.cn旗下的一个二级域名——“net.china.com.cn”。2004年3月29日，互联网新闻信息服务工作委员会公布了《互联网新闻信息服务自律公约》；2004年6月10日违法和不良信息举报中心公布了。2004年6月13日，中国第一批传播淫秽色情内容的非法网站被关闭。2004年12月22日，在召开的第二次全体委员会议上公布了。2005年6月10日，违法和不良信息举报中心网站采用新版。2006年4月22日举办“文明办网 文明上网”主题宣传日活动。2007年1月29日举办“大兴网络文明之风”经验交流会，同年4月12日配合公安部等十部委开展“全国依法打击网络淫秽色情专项行动”。违法和不良信息举报中心成立以来，到2007年8月3日，共受理各类举报信息超过50万余次。2008年1月22日，配合公安部等十三部委在中国全国范围内继续开展依法打击整治网络淫秽色情等有害信息专项行动。

## 所获荣誉
- 2005年，举报中心被授予中央直属机关“青年文明号”称号。
- 2008年1月，举报中心被授予全国“扫黄打非”工作“先进集体”称号。

“违法和不良信息举报中心”被上级单位中国互联网协会授予的荣誉有：
- 2005年9月1日获“互联网行业自律特别贡献奖”。
- 2006年9月21日获“2006年度中国互联网行业自律贡献奖”。
- 2007年9月获“2007年度中国互联网行业自律特别贡献奖”。[4]

## 举报中心机构设置
2004年6月29日，违法和不良信息举报中心得到中央领导的“充分肯定”， 互联网新闻信息服务工作委员会秘书长李家明任举报中心主任。
“违法和不良信息举报中心”下设四个部门：
- 举报工作部
- 监看工作部
- 社会工作部
- 综合部[1]

2004年7月1日，国务院新闻办公室副主任蔡名照、中国互联网协会理事长胡启恒到举报中心指导工作。

## 政策

### 曝光低俗中国网站
2009年初开始，在国务院新闻办公室、工业和信息化部、公安部、文化部、工商总局、广电总局、新闻出版总署的部署下，开展了大规模的「整治互联网低俗之风专项行动」。违法和不良信息举报中心曝光了大量网站，声称其中含有低俗内容，要求整改，包括一些大型的门户网站，如新浪、百度、搜狐、Google等，这些网站在曝光之后大多进行公开道歉表示接受批评监督和进行整治。 但是在这次整治行动中，也有一批与色情低俗无关的异议网站（如牛博网、大赦国际等）被关闭或者封锁。

### 参与净网行动
2014年4月开始，全国“扫黄打非”工作小组办公室、国家互联网信息办公室、工业和信息化部以及公安部部署开展“扫黄打非·净网2014”专项行动，在此期间违法和不良信息举报中心曝光了大量网站，声称其中含有“淫秽色情”内容，并要求整改、配合审查或关闭。而在6月3日国家新闻出版广电总局还声称违法和不良信息举报中心“每天收到的3000多条举报信息中有85%以上针对淫秽色情网站”。新浪、百度、腾讯等大型门户网站的服务都受到曝光，并进行公开道歉表示接受批评监督和进行整治。